# Río Itaya
Der Río Itaya ist ein etwa 230 km langer linker Nebenfluss des Amazonas im Nordosten von Peru in der Provinz Maynas der Region Loreto.

## Flusslauf
Der Río Itaya entspringt im Westen des Distrikts San Juan Bautista. Er durchquert das Amazonastiefland südwestlich der Regionshauptstadt Iquitos und weist auf seinem gesamten Flusslauf ein stark mäandrierendes Verhalten mit unzähligen engen Flussschlingen und Altarmen auf. Er fließt anfangs in Richtung Ostsüdost, ab Flusskilometer 180 in Richtung Osten. Bei Flusskilometer 110 kreuzt der Fluss die Straße von Iquitos nach Nauta. Die unteren 94 Kilometer fließt der Río Itaya in Richtung Nordnordost. Dem anfangs südlich und später östlich des Río Itaya fließenden Amazonas kommt der Fluss stellenweise bis auf drei Kilometer nahe. Auf den unteren 15 Kilometern bildet der Fluss die östliche Abgrenzung des Ballungsraumes Iquitos. Auf den letzten sechs Kilometern verbreitert sich der Fluss zu einer Seenlandschaft, die zwischen einem Sumpfgebiet im Osten und der Stadt Iquitos im Westen liegt. Die Mündung in den Amazons liegt östlich von Punchana, etwa 1,8 km oberhalb der Mündung des Río Nanay.

## Einzugsgebiet
Der Río Itaya entwässert eine Fläche von 2984 km². Das Areal erstreckt sich über die Distrikte San Juan Bautista, Belén, Iquitos und Punchana. Das Einzugsgebiet des Río Itaya grenzt im Osten, im Süden und im Westen an das des oberstrom gelegenen Amazonas sowie im Norden an das des Río Nanay. Das obere Einzugsgebiet ist weitgehend unbewohnt. Das Einzugsgebiet besteht hauptsächlich aus tropischem Regenwald und aus Sumpfgebieten. Nördlich des Oberlaufs befindet sich das Schutzgebiet Concesión para Conservación Cuenca Alta del Río Itaya.